# LEVEL

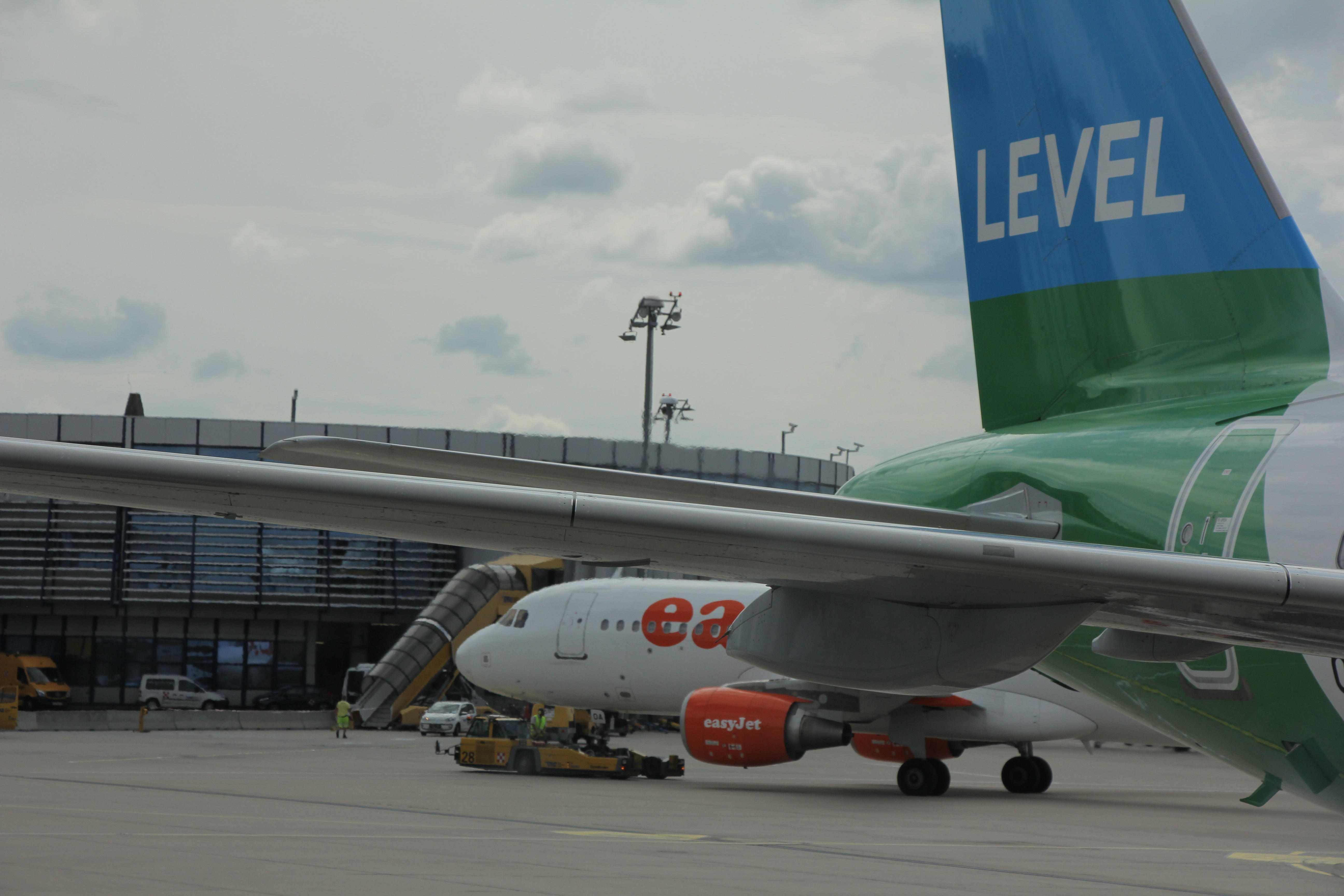
Staart van LEVEL toestel op Flughafen Wien-Schwechat

LEVEL is een Spaanse lagekostenluchtvaartmaatschappij. De maatschappij heeft vier hubs: de thuisbasis luchthaven Barcelona-El Prat sinds 2017, de hubs van Aéroport de Paris-Orly en de Flughafen Wien-Schwechat sinds 2018 en in april 2019 werd ook gestart vanaf Amsterdam Airport Schiphol.  LEVEL gebruikt vliegtuigen afkomstig uit de Airbus A320-familie en Airbus A330-familie. LEVEL is onderdeel van de Brits-Spaanse luchtvaartgroep International Airlines Group.

## Geschiedenis
De luchtvaartmaatschappij werd op 15 maart 2017 opgericht en startte haar diensten op 1 juli 2017.
De initiële vloot bestaat uit twee Airbus A330 vliegtuigen met 314 zitplaatsen verdeeld over twee klassen, een Premium Economy en een Economy. Vanuit Barcelona werden in uitbating door Iberia internationale bestemmingen aangevlogen, voornamelijk transatlantische vluchten. Vervolgens werden vanaf juli 2018 ook vanuit Parijs door OpenSkies vluchtroutes opgestart en vanuit Wenen door Anisec Luftfahrt, twee andere dochters van IAG, de International Airlines Group. Anisec Luftfahrt opende een tweede basis op de Amsterdam Airport Schiphol en werd eind december 2019 van naam gewijzigd naar LEVEL Europe. De vliegtuigen uitgebaat door OpenSkies en Level Europe vliegen ook met LEVEL logo.
Op 18 juni 2020 werd door LEVEL Europe faillissement aangevraagd, nadat het al sinds maart geen vluchten meer uitvoerde vanwege de COVID-19-pandemie. Omdat de verschillende onderdelen van LEVEL juridisch gezien los van elkaar staan had dit geen gevolgen voor de vluchten vanuit Barcelona en Parijs, maar de activiteiten vanuit Amsterdam en Wenen werden gestaakt.

## Vloot
In oktober 2019 bestond de vloot van LEVEL uit de volgende vliegtuigen:
| LEVEL vloot     | LEVEL vloot | LEVEL vloot | LEVEL vloot | LEVEL vloot | LEVEL vloot | LEVEL vloot                 | LEVEL vloot |
| Toestel         | Totaal      | Orders      | Passagiers  | Passagiers  | Passagiers  | Levering/Opmerkingen        |             |
| Toestel         | Totaal      | Orders      | W           | Y           | Totaal      | Levering/Opmerkingen        |             |
| --------------- | ----------- | ----------- | ----------- | ----------- | ----------- | --------------------------- | ----------- |
| Airbus A320-200 | 2           | 1           | -           | 180         | 180         | Uitbating door Level Europe |             |
| Airbus A321-200 | 4           | -           | -           | 210         | 210         | Uitbating door Level Europe |             |
| Airbus A330-200 | 4           | -           | 21          | 293         | 314         | Uitbating door Iberia       |             |
| Airbus A330-200 | 3           | -           | 21          | 293         | 314         | Uitbating door OpenSkies    |             |
| Totaal          | 13          | 1           |             |             |             |                             |             |